# Gynoplistia notata
Gynoplistia notata är en tvåvingeart som beskrevs av Edwards 1923. Gynoplistia notata ingår i släktet Gynoplistia och familjen småharkrankar. Inga underarter finns listade i Catalogue of Life.